# Pyrausta graeseri
Pyrausta graeseri là một loài bướm đêm trong họ Crambidae.